# 和達-ベニオフ帯

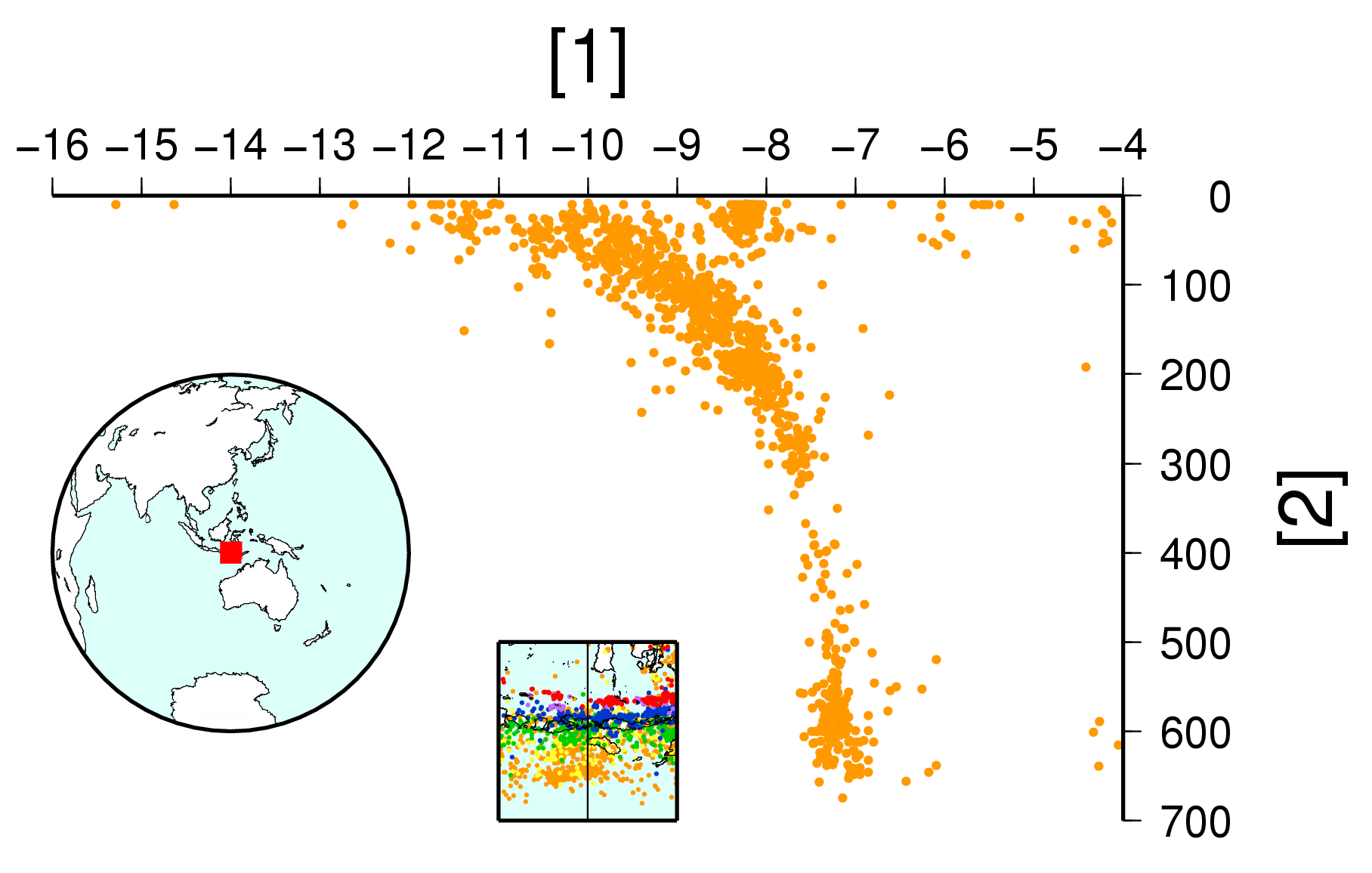
スンダ列島付近の地震の震源の[1]緯度(単位：度)と[2]震源の深さ(km)

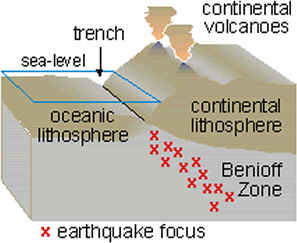
アメリカ地質調査所による和達-ベニオフ帯の構造

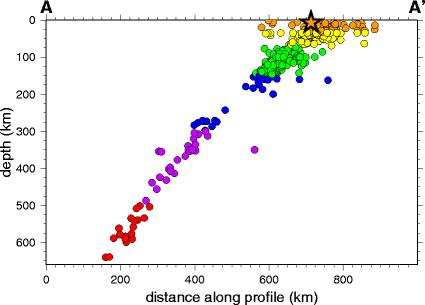
千島列島沈み込み帯における地震活動度断面図。2006年の千島列島沖地震が星印で示されている。

和達-ベニオフ帯（わだち-ベニオフたい、英: Wadati-Benioff zone）は、プレートの沈み込み帯にある活発な地震の震源の領域である。なお広辞苑などの辞書では和達-ベニオフ面（ -めん）の名称で収録される場合もある。

## 概要
この用語は、それぞれ独立にこのゾーンを発見した、日本の気象庁の和達清夫とカリフォルニア工科大学のヒューゴー・ベニオフの2人の地球科学者から命名された。
この領域に沿ったプレートのずれが深発地震を発生させ、震源の深さは最大で約670kmに達する。和達-ベニオフ帯の近くには火山島弧や大陸の火山帯が生じる。和達-ベニオフ帯に沿って生じる深発地震の位置から、海洋地殻とマントルの沈み込みスラブの三次元的な形状の情報を得ることができる。

## 発見
地下において深発地震が発生する地帯は、緩やかなカーブを描いた面状に分布している。これを深発地震面という。深発地震面は、断面図上に震源分布をプロットしていくと現れる。これを1927年に初めて発見したのが和達清夫であった。1930年代には日本の地震学研究者の間では広く認知されていた。
一方、欧米では同時期にアメリカのヒューゴー・ベニオフが観測結果から深発地震の存在を予見していた。1949年に彼は特殊な断層下における地震の弾性反発歪みの増大を明らかにした。彼は地震のエネルギーの平方根は弾性反発歪みの増大と反発による変位の双方に比例する事を明らかにし、一連の地震が一つの断層構造から引き起こされているかを決定する方法を発展させた。彼の研究はケルマデック-トンガ沈み込み帯と南アメリカ沈み込み帯をフィールドとしており、その双方で震源が45度前後の角度で面状に沈み込んでいる事を明らかにした。当時は地震は深くても数十kmほどまでの浅いところでしか発生しないと考えられており、この発見が地震研究にも大きな影響を与えた。
以前は欧米を中心に深発地震面をベニオフ帯 (Benioff zone) と呼んでいたが、近年は和達の功績を含めて和達-ベニオフ帯と呼ぶことが多い。

## 構造
沈み込み帯の角度及びそれに伴う和達-ベニオフ帯はスラブに於ける負の浮力に主に左右され、アセノスフェアの流動によってそれを強いている。若いリソスフェアは熱く軽い為、和達-ベニオフ帯に浅く沈み込み、年を経るにつれて高密で冷たくなり、急角度で沈み込むようになる。この角度はどこであっても30°～60°の角度を示す。
和達-ベニオフ帯は地表近くから深度670kmに至るまで存在している。上は沈み込み帯の縁辺にある脆い堆積物の直下から、下は脆性から延性への遷移が起こる領域までである。多くの地震はスラブの内部で周辺のマントル程にまで熱せられていない1000℃の等温線の内側で起こる。リソスフェアの下の深さでは、地震は二つのプレートの接触面での推力によって引き起こされる。と云うのはアセノスフェアは断層発生の為に必要な力を支えきれない程度に脆いからである。深さ300kmに至るまでは脱水作用が起こり、それとエクロジャイトの形成が地震の主因である。700℃の等温線に近付く300km以深の場所では、橄欖石がスピネルに変化し、地震の主因もこれによる物であると考えられている。

## 二重和達-ベニオフ帯
中には、沈み込み帯が中程度の深さ（50kmから200km）で数十キロ離れた二つの平行な地震活動面になっている場所もある。この例としては本州が挙げられ、本州の下では和達-ベニオフ帯が30-40km離れた二本線になっているのを認める事が出来る。二重の和達-ベニオフ帯の全球での存在に関する研究は世界中の沈み込み帯に於いて盛んに行われている。
最上部での地震活動地は沈んでいくスラブの海洋地殻の中にあり、エクロジャイトを生むこの地殻の脱水作用が起因である。落ちていく中で上部マントルの部分での地震のメカニズムについては未だはっきりとしていない。二重の和達-ベニオフ帯の全球的遍在は一般的に沈み込み帯で起こっているプロセスである事を示している。脱水脆化を含むメカニズムの不安定化のいくつかは加水された橄欖岩の上部マントルでアンチゴライトや緑泥石が破壊される事で引き起こされ、スラブを線形にしている。地震波の観測によると、この二重の和達-ベニオフ帯が生まれる中程度の深さのマントルは水に乏しく、それによってスラブが直線状になると考えられている。